# Nisís Stavrós (ö i Grekland)
Nisís Stavrós är en ö i Grekland.   Den ligger i prefekturen Nomós Attikís och regionen Attika, i den sydöstra delen av landet, 80 km söder om huvudstaden Aten. Arean är 0,44 kvadratkilometer.
Terrängen på Nisís Stavrós är lite kuperad. Den sträcker sig 0,6 kilometer i nord-sydlig riktning, och 0,9 kilometer i öst-västlig riktning.